# Вовківське (Миргородський район)
Вовкі́вське —  село в Україні, у Миргородському районі Полтавської області. Населення становить 195 осіб. Входить до складу Сенчанської сільської громади. 

## Географія
Село Вовківське знаходиться на відстані 1 км від села Корсунівка та за 1,5 км від сіл Потоцьківщина та Саранчине. По селу протікає пересихаючий струмок з загатою. Поруч проходить залізниця, станція Платформа 146 км.

## Історія
- 1870 - дата заснування як селища Криштопівка.
- 1922 - перейменоване в село Вовківське.
- До 2020 року орган місцевого самоврядування — Корсунівська сільська рада.

## Населення

### Мова
Розподіл населення за рідною мовою за даними перепису 2001 року:
| Мова       | Кількість | Відсоток |
| ---------- | --------- | -------- |
| українська | 195       | 100%     |